# Pelosinidae
Pelosinidae es una familia de foraminíferos bentónicos de la superfamilia Saccamminoidea, del suborden Saccamminina y del orden Astrorhizida, aunque inicialmente fueron considerados un grupo de xenofióforos. Su rango cronoestratigráfico abarca el Holoceno.

## Discusión
Clasificaciones previas incluían Pelosinidae en el orden Stannomida de la clase Xenophyophorea.

## Clasificación
Pelosinidae incluye al siguiente género:
- Pelosina

Otros géneros considerados en Pelosinidae son:
- Globosiphon, aceptado como Pelosina
- Millettina, aceptado como Pelosina
- Pelosinella, aceptado como Pelosina